# 曲家店镇
曲家店镇，是中华人民共和国辽宁省铁岭市昌图县下辖的一个乡镇级行政单位。

## 行政区划
曲家店镇下辖以下地区：
曲家村、王药铺村、黑城子村、龙庙村、小坊村、双城子村、范家村、黑岗子村、孟家村、厂子村、户山村、两家子村和嘎甲村。